# 洛布赫訥山
46°36′9″N 7°50′36″E / 46.60250°N 7.84333°E

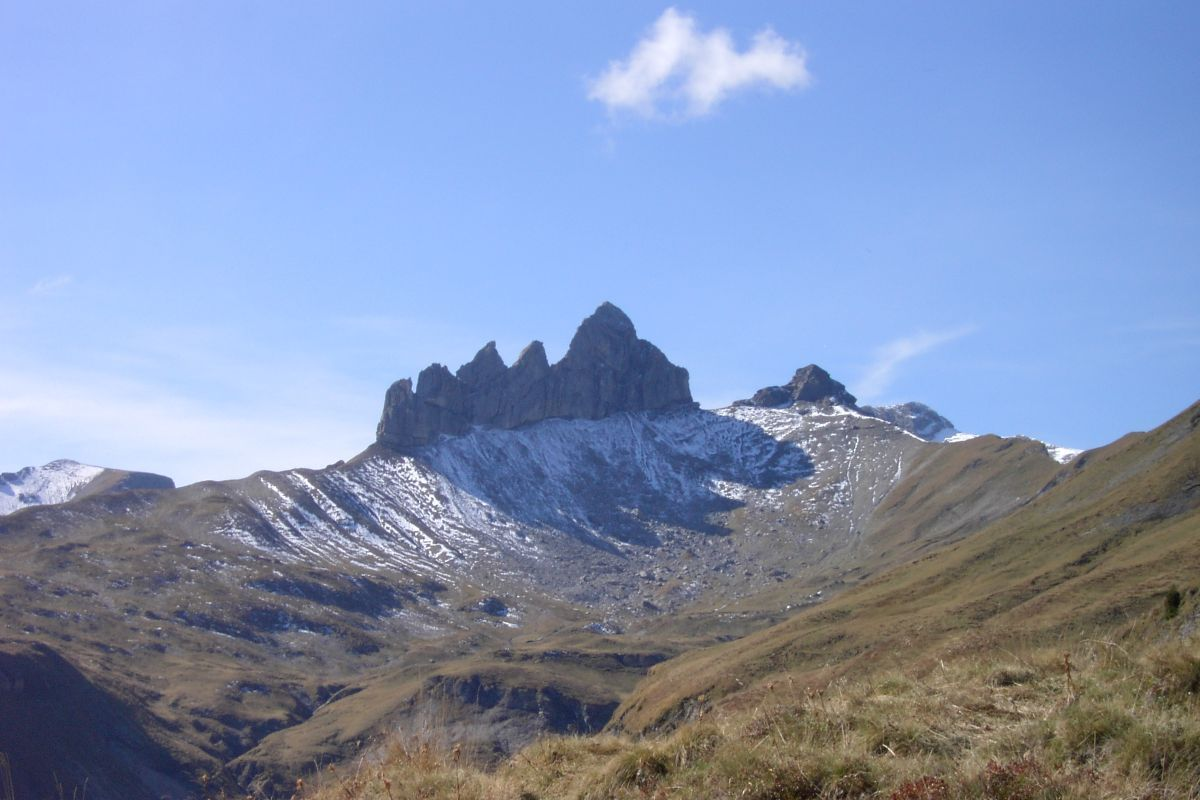

洛布赫訥山（Lobhörner），是瑞士的山峰，位於該國中部，由伯恩州負責管轄，屬於伯恩高地的一部分，距離施瓦爾梅雷山1.7公里，海拔高度2,566米，每年平均降雨量1,703毫米。